# Eriopyga strigiopis
Eriopyga strigiopis är en fjärilsart som beskrevs av Paul Dognin 1908. Eriopyga strigiopis ingår i släktet Eriopyga och familjen nattflyn. Inga underarter finns listade i Catalogue of Life.